# Галиев, Нургали Мухаметгалиевич
Нургали Мухаметгалиевич Галиев (1914—1977) — красноармеец Рабоче-крестьянской Красной Армии, участник Великой Отечественной войны, Герой Советского Союза (1943).

## Биография
Нургали Галиев родился 25 мая 1914 года в деревне Сарманай (ныне — Шарлыкский район Оренбургской области) в крестьянской семье. Татарин. Рано остался без родителей, воспитывался в детском доме. Получил начальное образование. Проживал в Туркменской ССР, работал каменщиком в Марыйском областном управлении водного хозяйства, на строительстве плотины в Султан-Бенте. В октябре 1941 года Галиев был призван на службу в Рабоче-крестьянскую Красную Армию Иолотаньским районным военным комиссариатом. С марта 1942 года — на фронтах Великой Отечественной войны. Принимал участие в боях на Воронежском, Степном, 2-м Украинском фронтах. Участвовал в обороне Воронежа, Курской битве, освобождении Украинской ССР. К сентябрю 1943 года красноармеец Нургали Галиев был сапёром 387-го отдельного сапёрного батальона 213-й стрелковой дивизии 7-й гвардейской армии Степного фронта. Отличился во время битвы за Днепр.
В ночь с 26 на 27 сентября 1943 года Галиев в составе своего подразделения организовывал переправу советских частей через Днепр в районе села Переволочна (ныне — Светлогорское) Кобелякского района Полтавской области Украинской ССР, был причальным на пароме, помогал гребцам. Когда осуществлялась переправа пушек с расчётами, на расстоянии около ста метров от берега осколками вражеского снаряда был пробит паром. Это могло привести к потоплению парома вместе с боеприпасами, орудиями и людьми. Галиев бросился в воду и, перебирая канат, сумел подтянуть его к берегу, избежав потопления. Паромная переправа действовала в течение семи суток, и всё это время Галиев бессменно находился на своём боевом посту.
Указом Президиума Верховного Совета СССР от 26 октября 1943 года за «успешное форсирование реки Днепр, прочное закрепление и расширение плацдарма на западном берегу реки Днепр и проявленные при этом отвагу и геройство» красноармеец Нургали Галиев был удостоен высокого звания Героя Советского Союза с вручением ордена Ленина и медали «Золотая Звезда» за номером 3668.
Зимой 1944 года во время боёв под Кривым Рогом у села Недайвода Галиев получил тяжёлое ранение и потерял зрение, после чего был демобилизован. Вернулся в Туркмению. Проживал в городе Мары, затем в Ашхабаде. Умер 28 апреля 1977 года.
Был также награждён орденом Красной Звезды и рядом медалей.